# 企業と広告
企業と広告（きぎょうとこうこく）は、株式会社チャネルから発行されている広告情報誌である。

## 概要
主に広告、マスコミ関係の法人などに購読されている。広告情報誌としては唯一の専門誌であり、その購読法人は広告会社などの情報産業やマーケティング事業部を有する大企業が大半である。
大衆誌、一般誌とは異なり、書店・駅売店・コンビニエンスストア等では販売されていない。
巻末には「TVプライムタイム提供スポンサー・扱代理店」があり、日本テレビ・TBSテレビ・フジテレビ・テレビ朝日の1990年全日18:00から23:00（1985年5月(通算118)号から24:00までに拡大）の番組表とその番組のスポンサー・それに扱う代理店を記載しており、1990年6月(通算179)号からテレビ東京も加わることになる。